# 老河口市
老河口市，古称赞阳，后称光化县，位于湖北省西北部襄阳市，居汉水中游北岸。全市面积1032平方公里，其中市区面积27平方公里，常住总人口約43万人。东北部与河南省邓州市接壤；北部与河南省淅川县相邻；东部、南部毗邻襄阳市；西北部连接丹江口市；西部和西南部以汉水为界与谷城县相望。老河口因地处汉江故道口而得名，扼鄂、豫、渝、陕四省要冲，素有“襄鄖要道、秦楚通衢”之称。

## 历史
- 古称阴国，春秋末，前532年被楚國滅掉。
- 秦置酂县，属南阳郡，西汉时酂县、阴城并立，至隋唐废酂城郡立阴城县。
- 北宋乾德二年（964年）置乾德县。熙宁五年（1072年）改乾德县为光化县，取“光大王化”之意为名，属襄州。
- 明洪武十年（1377年）省入谷城县，十三年（1380年）复置，属襄阳府。清因之。
- 1914年属襄阳道。
- 1937年置老河口镇，因处汉江故道之口得名，为光化县治。
- 1949年属襄阳专区。1951年以老河口镇置老河口市，1952年撤销，仍为光化县治。1960年均县并入光化县，1962年二县分治，属襄阳专区。1970年属襄阳地区。1979年划老河口镇及近郊置县级老河口市。1983年撤销光化县，并入老河口市，属襄阳市。

## 人口
根据第七次人口普查数据，截至2020年11月1日零时，老河口常住人口420495人。
2006年总人口52万人。

## 自然地理
老河口地处秦岭支脉伏牛山南支尾端，位于汉水中游北岸，南阳盆地边缘，地貌形态多姿。地势北高南低，由西北向东南倾斜，呈若干条“鸡爪”状丘岗伸向东南，形成丘陵、平岗、平原三种地形。平岗地高程在100米至150米之间，其面积占总面积的42. 94%；丘陵地高程在150米至450米之间，其面积占总面积的39.17%；平原地高程在100米上下，其面积占总面积的17.89%。
境北朱连山东西横断，与河南省淅川县、邓州市相隔，为境内最高山脉；自西向东，高庄寨高346米（黄海高程，下同）。彭家寨高451米，煤铁垭高402米，青杠扒北岭高462米（为境内最高点），吴家庄东岭高408米，大山寨高393米，至六股营北岭高239米，再向东即为岗坡地带，高程在200米以下。
朱连山以南之岗岭均为自北向南走向。其主岭自二劈山向南经渔关庙、黄庄、孙家洼西岭、梁岗、袁冲、郝岗、杨陈扒、韩家大堰、石碑岗、九里岗、张岗、晋公庙、土地岭、西张湾西岭、杨家山，再向南入襄阳区境，岭长57公里，沿线岭高在186米至159米之间。这道岗岭，将境内水系分为东西两片，岭西地形起伏较大，属丘陵地带，其间大小河流均直接汇入汉水；岭东属平岗地带，其河流则分别汇入排子河、黑水河，再入小清河，至襄阳市北入汉水。朱连山主岭以西的支岭，均为自东向西南走向，由主岭直至汉水边。

## 行政区划
老河口市下辖2个街道办事处、7个镇、1个乡：
光化街道、酂阳街道、孟楼镇、竹林桥镇、薛集镇、张集镇、仙人渡镇、洪山嘴镇、李楼镇、袁冲乡、蔬菜原种场、百花山林场和林茂山林场。

## 经济
- 农业：老河口为全国优质小麦生产基地和小麦商品粮基地。农作物以小麦、水稻、棉花、油料为主，其小麦单产居湖北省之首。老河口流通活跃、市场繁荣。
- 工业：老河口工业门类齐全，体系完备。目前已形成以化工、机械汽车、纺织服装、建材、冶金五大行业为支柱，以精细化工、精密机械、新型建筑材料、有色金属冶炼、电子等新兴产业为先导的产业新格局，生产千余种产品。

## 交通

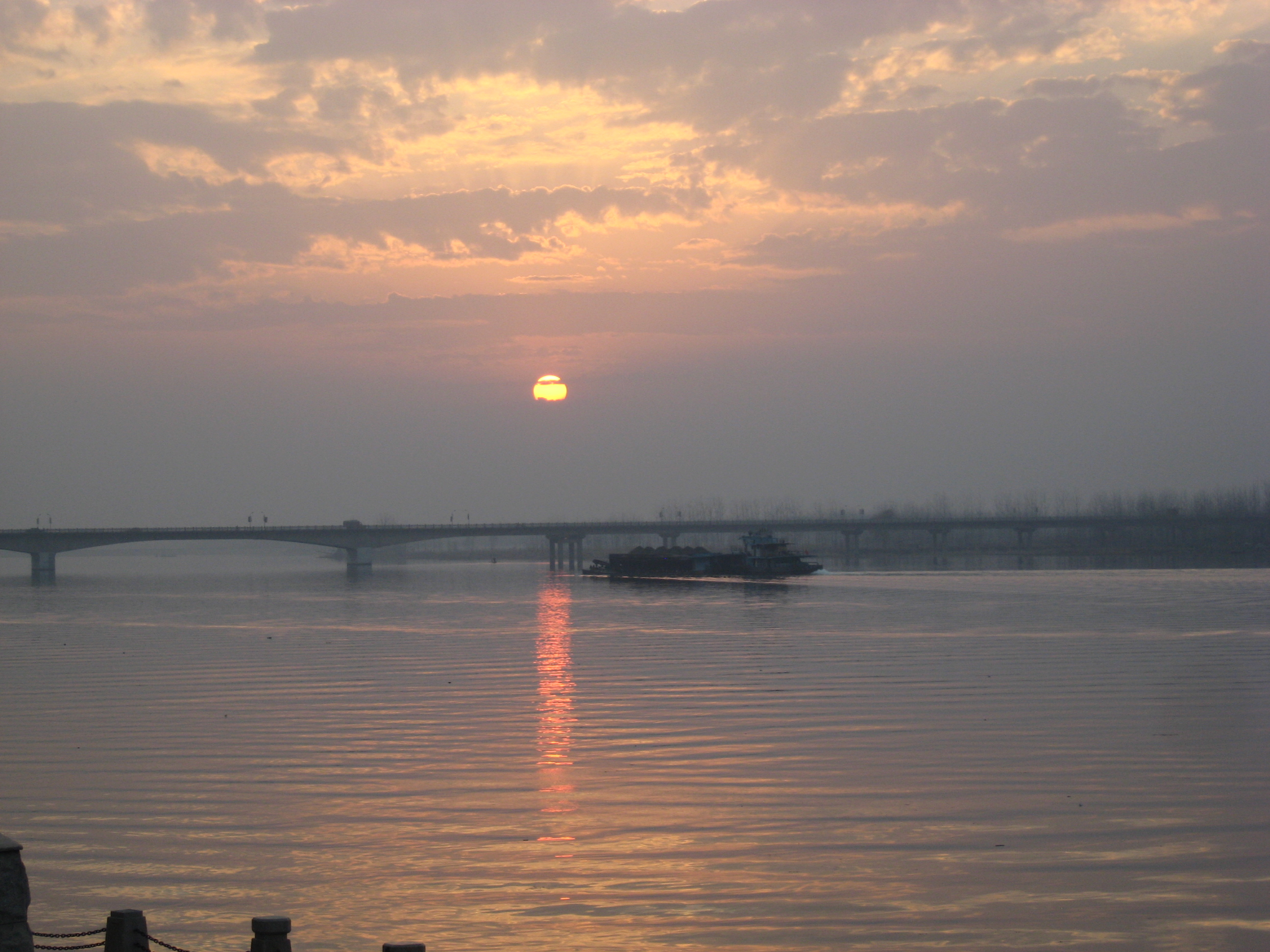
老河口汉江大桥

老河口位于鄂豫渝陕四省(市)结合部。古有“襄渝要道、秦楚通衢”之称，既是历代兵家必争之地，又是重要的物资集散地。而今，区域经济一体化的格局，使这里的地缘优势更加突出。老河口处于长三角、珠三角经济区向西部地区梯度转移的战略咽喉要道----既可承接港澳台和东部发达地区的产业转移，又是向西北、西南扩张的战略腹地，可成为人流、物流、信息流、资金流东引西连的平台和跳板。得天独厚的区位优势，使老河口在中部崛起和西部大开发战略中抢占了先机。

### 铁路
已建成：
 襄渝线、汉丹线
- 老河口站（四等站）
- 老河口东站（四等站）

在建或规划：
西武高铁
- 老河口南站

### 公路

#### 客运
- 老河口市汽车客运站
- 老河口拦马河汽车站

#### 市区公交
- 老河口公交

经营管理者:老河口市运发公交公司，拥有17条线路。

#### 高速公路
| 已建成： - 福银高速 | 在建或规划： - 老石高速 |

| 已建成： - 316国道 在建或规划： - 328国道 | 已建成： - 302省道 在建或规划： - 310省道 - 316省道 |

### 航空

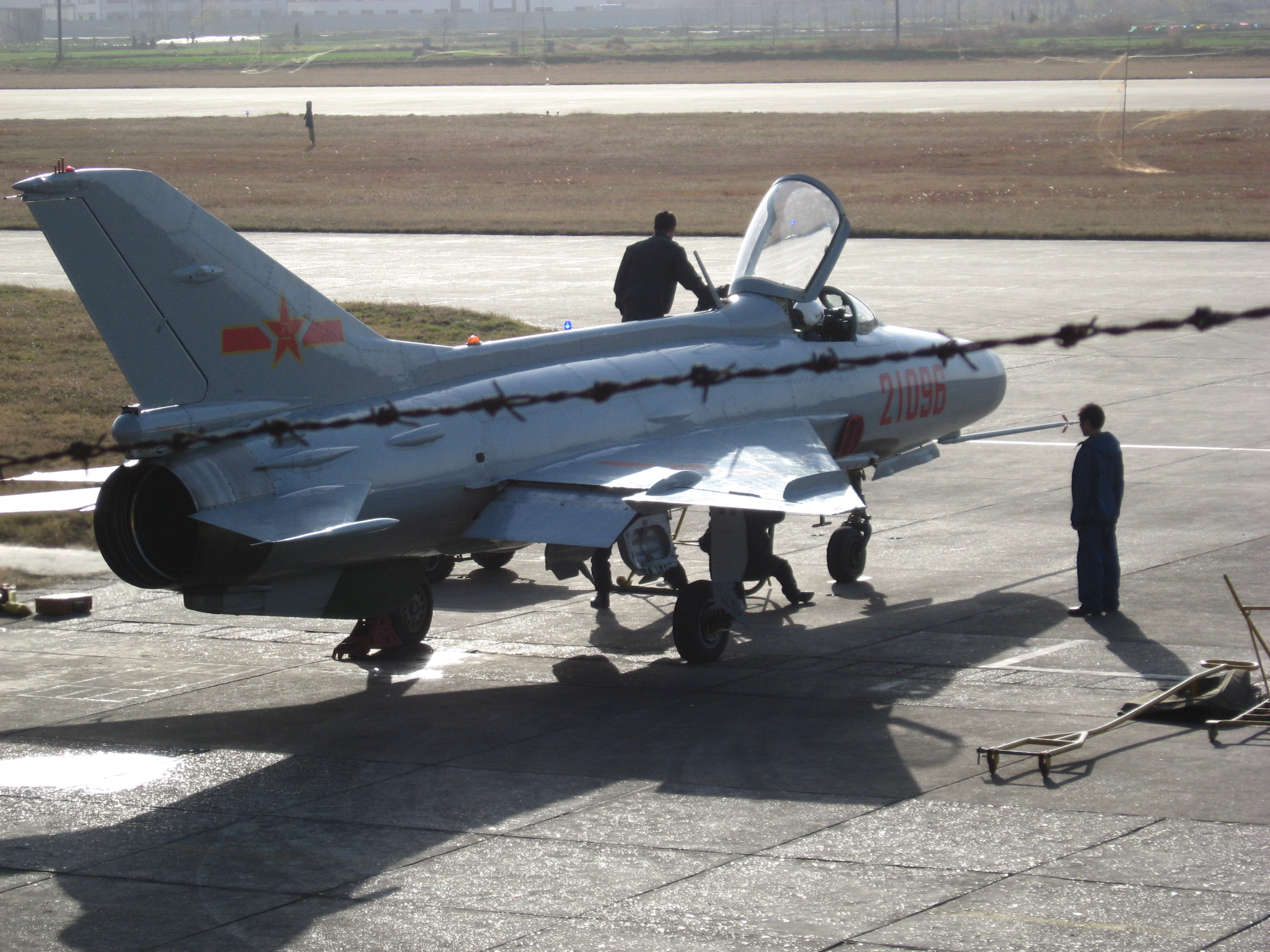
湖北老河口飞机场

老河口机场（ICAO：ZHGH）位于老河口市东郊，百花山西麓。曾开辟北京、武汉、上海、温州、广州五条航线。2002年，由于国家政策调整和空军整合地方机场的需要，老河口机场民航停运。

### 水运
属四级航道的汉江水运可上达陕西，下至汉口，全年可通航500吨级驳船，并建有杂件、沙石磷矿专用码头。年设计吞吐量180万t的襄阳港老河口陈埠港区综合码头正在建设中。

## 教育
老河口一中是湖北省重点高中。

## 名胜古迹
市中心有孙中山先生塑像和纪念堂，有李宗仁先生亲笔命名的中山公园，有中華民國部分要员题字的抗日阵亡将士暨死难同胞纪念碑，还有鄂西北最大的清真寺。

## 名人
老河口市是春秋名将伍子胥的故里，汉代开国丞相萧何的封地，北宋大文豪欧阳修曾在此出任县令。宋代科学家沈括在此写下诗文。中国共产主义运动恽代英在这里渡过了少年时代，著名诗人张光年是老河口市路家巷人。抗日战争时期，著名作家老舍、姚雪垠、诗人臧克家，以及外国友人史沫特莱、路易·艾黎、朝鲜著名表演家金昌满、金炜等名人曾荟萃于老河口，国家级非物质文化遗产“老河口丝弦”的传人余家冰、“南派木版年画”的传人陈义文现居于老河口市。